# Білоруська граматика
Граматика білоруської мови (біл. Граматыка беларускай мовы) — використовується для білоруської мови. Білоруська мова має всього, як і українська, десять частин мови: шість самостійних, три службові й одну особливу — вигук. Білоруська мова характеризується розвиненою системою словотворчих засобів. Найбільш поширений афіксальний спосіб, заснований на використанні приростка, наростка, постфіксів і інтерфікси. Деякі форми в білоруській мові утворюються аналітично (напр. буду чытаць «буду читати», больш прыгожы «красивіший»).

## Граматична термінологія білоруської мови
У білоруській мові виділяють десять частин мови, які поділяються на самостійні (паўназначныя), службові (непаўназначныя) і вигуки (паўназначныя).
До самостійних частин мови належать іменник (назоўнік), прикметник (прыметнік), числівник (лічэбнік), дієслово (дзеяслоў) з двома особливими формами: дієприкметник (дзеепрыметнік) і дієприслівник (дзеепрыслоўе), прислівник (прыслоўе) і займенник (займеннік). До дієслова також тісно примикає категорія станівнику (прэдыкатывы). У рамках повнозначних слів іноді виділяється група вказівних слів (указальныя), які не називають предмет, дію чи кількість, але тільки вказують на нього — це займенники, невизначено-кількісні числівники, деякі прислівники. Решта повнозначних слів, що позначають той чи інший предмет, процес, дію або кількість, називають знаменними (знамянальныя).
До службових відносять частини мови, які позначають відносини між предметами, процесами і ознаками. Це прийменник (прыназоўнік), сполучник (злучнік), частка (часціца) і дієслова-зв'язки (быць, стаць).
| Категорія    | Мова | Мова |
| Категорія    | Білоруська | Український відповідник                                                                                            |
| ------------ | --- | --- |
| Частини мови | назоўнік - уласнае імя - агульнае імя                                                                                 | іменник - власні назви - загальні назви                                                                            |
| Частини мови | прыметнік | прикметник |
| Частини мови | дзеяслоў | дієслово |
| Частини мови | лічэбнік | числівник |
| Частини мови | займеннік - асабовыя - зваротны - прыналежныя - указальныя - азначальныя - пытальныя - адносныя - адмоўныя - няпэўныя | займенник - особові - зворотний - присвійні - вказівні - означальні - питальні - відносні - заперечні - неозначені |
| Частини мови | прыслоўе | прислівник |
| Частини мови | часціца | частка |
| Частини мови | прыназоўнік | прийменник |
| Частини мови | злучнік | сполучник |
| Частини мови | вокліч | вигук |
| Відмінки     | назоўны | називний |
| Відмінки     | родны | родовий |
| Відмінки     | давальны | давальний |
| Відмінки     | вінавальны | знахідний |
| Відмінки     | творны | орудний |
| Відмінки     | месны | місцевий |
| Числа        | адзіночны лік | однина |
| Числа        | множны лік | множина |
| Роди         | мужчынскі | чоловічий |
| Роди         | жаночы | жіночий |
| Роди         | сярэдні | середній |
| Часи         | цяперашні | теперішній |
| Часи         | прошлы | минулий |
| Часи         | будучы | майбутній |

## Іменники
Історично, в білоруській мові також існував кличний (біл. клічны) відмінок.
В білоруській мові є такі відміни:
- Іменники жіночого роду, що закінчуються на твердий приголосний, м'який приголосний або ў

Напр. печ «піч», косць «кістка», кроў «кров»
| Відмінок  | печ (од.) | пе́чы (мн.) | косць (од.) | ко́сці (мн.) | кроў (од.) |
| --------- | --------- | ---------- | ----------- | ----------- | ---------- |
| Називний  | печ       | пе́чы       | косць       | ко́сці       | кроў       |
| Родовий   | пе́чы      | пячэ́й      | ко́сці       | касце́й      | крыві́      |
| Давальний | пе́чы      | пе́чам      | ко́сці       | касця́м      | крыві́      |
| Знахідний | печ       | пе́чы       | косць       | ко́сці       | кроў       |
| Орудний   | пе́ччу     | пе́чамі     | ко́сцю       | касця́мі     | крывёй     |
| Місцевий  | пе́чы      | пе́чах      | ко́сці       | касця́х      | крыві́      |

- Іменники жіночого, чоловічого або середнього роду, які мають закінчення -а/-я
- Іменники чоловічого роду, розподілені на тверду та м'яку групу або іменники середнього роду (вясло «весло», мора «море»)

## Займенники

### Особові займенники
| Відмінок  |             | Однина        | Однина | Однина | Однина | Однина |        | Множина | Множина | Множина |  | Зворотний займенник | Зворотний займенник |
| Відмінок  | 1-а         | 2-а           | 3-я    | 3-я    | 3-я    | 1-а    | 2-а    | 3-я     |         |         |  | Зворотний займенник | Зворотний займенник |
| Відмінок  | 1-а         | 2-а           | чол.   | жін.   | сер.   | 1-а    | 2-а    | 3-я     |         |         |  | Зворотний займенник | Зворотний займенник |
| Називний  | я           | ты            | ён     | яна́    | яно́    | мы     | вы     | яны́     | /       |         |  |                     |                     |
| Родовий   | мяне́        | цябе́          | яго́    | яе́     | яго́    | нас    | вас    | іх      | сябе́    |         |  |                     |                     |
| Давальний | мне         | табе́          | яму́    | ёй     | яму́    | нам    | вам    | ім      | сабе́    |         |  |                     |                     |
| Знахідний | мяне́        | цябе́          | яго́    | яе́     | яго́    | нас    | вас    | іх      | сябе́    |         |  |                     |                     |
| Орудний   | мной (мно́ю) | табо́й (табо́ю) | ім     | ёю     | ім     | на́мі   | ва́мі   | і́мі     | сабо́й   |         |  |                     |                     |
| Місцевий  | аба мне     | аб табе́       | аб ім  | аб ёй  | аб ім  | аб нас | аб вас | аб іх   | аб сабе́ |         |  |                     |                     |

### Питальні займенники
хто «хто»; што «що»; які «який»; каторы «котрий»; чый «чий»; колькі «скільки»
| Відмінок  |        | хто    | што |
| --------- | ------ | ------ | --- |
| Називний  | хто    | што    |     |
| Родовий   | каго́   | чаго́   |     |
| Давальний | каму́   | чаму́   |     |
| Знахідний | каго́   | што    |     |
| Орудний   | кім    | чым    |     |
| Місцевий  | аб кім | аб чым |     |

### Вказівні займенники
той «той»; такі, гэтакі «такий»; столькі; гэтулькі «стільки»
| Називний  | гэ́ты         | гэ́та     | гэ́тая         | гэ́тыя        | той       | то́е    | та́я    | ты́я      |
| Родовий   | гэ́тага       | гэ́тага   | гэ́тай (гэ́тае) | гэ́тых        | тага́      | таго́   | той    | тых      |
| Давальний | гэ́таму       | гэ́таму   | гэ́тай         | гэ́тым        | таму́      | таму́   | той    | тым      |
| Знахідний | гэ́ты, гэ́тага | гэ́та     | гэ́тую         | гэ́тыя, гэ́тых | той, тага́ | то́е    | ту́ю    | ты́я, тых |
| Орудний   | гэ́тым        | гэ́тым    | гэ́тай         | гэ́тымі       | тым       | тым    | тою    | ты́мі     |
| Місцевий  | аб гэ́тым     | аб гэ́тым | аб гэ́тай      | аб гэ́тых     | аб тым    | аб тым | аб той | аб тых   |

### Присвійні займенники
ягоны/яго «його»
ейны/яе «її»
іхны/іх «їхні»
| Називний  | яго́ны          | яго́нае    | яго́ная          | яго́ныя         | е́йны         | е́йнае    | е́йная         | е́йныя        | і́хні         | і́хняе    | і́хняя         | і́хнія        |
| Родовий   | яго́нага        | яго́нага   | яго́най (яго́нае) | яго́ных         | е́йнага       | е́йнага   | е́йнай (е́йнае) | е́йных        | і́хняга       | і́хняга   | і́хняй (і́хняе) | і́хніх        |
| Давальний | яго́наму        | яго́наму   | яго́най          | яго́ным         | е́йнаму       | е́йнаму   | е́йнай         | е́йны́м        | і́хняму       | і́хняму   | і́хняй         | і́хнім        |
| Знахідний | яго́ны, яго́нага | яго́нае    | яго́ную          | яго́ныя, яго́ных | е́йны, е́йнага | е́йнае    | е́йную         | е́йныя, е́йных | і́хні, і́хняга | і́хняе    | і́хнюю         | і́хнія, і́хніх |
| Орудний   | яго́ным         | яго́ным    | яго́най          | яго́нымі        | е́йным        | е́йны́м    | е́йнай         | е́йнымі       | і́хнім        | і́хнім    | і́хняй         | і́хнімі       |
| Місцевий  | аб яго́ным      | аб яго́ным | аб яго́най       | аб яго́ных      | аб е́йным     | аб е́йным | аб е́йнай      | аб е́йных     | аб і́хнім     | аб і́хнім | аб і́хняй      | аб і́хніх     |

мой «мій»
твой «твій»
свой «свій»
| Називний  | мой        | маё     | мая́     | мае́       | твой         | тваё     | твая́     | твае́        | свой         | сваё     | свая́     | свае́        |
| Родовий   | майго́      | майго́   | маёй    | маі́х      | твайго́       | твайго́   | тваёй    | тваі́х       | свайго́       | свайго́   | сваёй    | сваі́х       |
| Давальний | майму́      | майму́   | маёй    | маі́м      | твайму́       | твайму́   | тваёй    | тваиі́м      | свайму́       | свайму́   | сваёй    | сваі́м       |
| Знахідний | мой, майго́ | маё     | маю́     | мае́, маі́х | твой, твайго́ | тваё     | тваю́     | твае́, тваі́х | свой, свайго́ | сваё     | сваю́     | свае́, сваі́х |
| Орудний   | маі́м       | маі́м    | маёй    | маі́мі     | тваі́м        | тваі́м    | тваёй    | тваі́мі      | сваі́м        | сваі́м    | сваёй    | сваі́мі      |
| Місцевий  | аб маі́м    | аб маі́м | аб маёй | аб маі́х   | аб тваі́м     | аб тваім | аб тваёй | аб тваі́х    | аб сваі́м     | аб сваі́м | аб сваёй | аб сваі́х    |

наш «наш»
ваш «ваш»
| Називний  | наш         | на́ша     | на́ша          | на́шы        | ваш         | ва́ша     | ва́ша          | ва́шы        |
| Родовий   | на́шага      | на́шага   | на́шай (на́шае) | на́шых       | ва́шага      | ва́шага   | ва́шай (ва́шае) | ва́шых       |
| Давальний | на́шаму      | на́шаму   | на́шай         | на́шым       | ва́шаму      | ва́шаму   | ва́шай         | ва́шым       |
| Знахідний | наш, на́шага | на́ша     | на́шу          | на́шы, на́шых | ваш, ва́шага | ва́ше     | ва́шу          | ва́шы, ва́шых |
| Орудний   | на́шым       | на́шым    | на́шай         | на́шымі      | ва́шым       | ва́шым    | ва́шай         | ва́шымі      |
| Місцевий  | аб на́шым    | аб на́шым | аб на́шай      | аб на́шых    | аб ва́шым    | аб ва́шым | аб ва́шай      | аб ва́шых    |

### Заперечні займенники
ніхто «ніхто»; нішто «ніщо»; нічый «нічий»; ніякі «ніякий»

### Означальні займенники
сам «сам»; увесь «увесь»; усё «усе»; усе «усі»; усякі «всякий»; кожны «кожен»; іншы «інший»

### Неозначені займенники
нехта, хтосьці «дехто, хтось»; нешта, штосьці «дещо, щось»; нечы, чыйсьці «декого, чийсь»; некаторы «деякий»; некалькі «декілька»; нейкі, якісьці «деякий, якийсь»; хто-небудзь, хто-колечы «хто-небудь»; што-небудзь, што-колечы «що-небудь»; чый-небудзь «чий-небудь»; абы-што «абищо»; абы-чый «абичий»; абы-які «абиякий»